# Thomas W. Bennett
Thomas W. Bennett (Morgantown, Nyugat-Virginia, 1947. április 7. – Vietnám, 1969. február 11.) az Egyesült Államok hadseregének orvosa, aki a vietnámi háborúban hunyt el. Ő volt a második lelkiismereti okokból tiltakozó, aki megkapta a Medal of Honort. Többször is megsérült sebesült katonák mentése közben; a becsületérdemérmet posztumusz kapta meg, miután halálos sérülést szenvedett.